# Локалита Продутива Вја Калнова (Венеција)
Локалита Продутива Вја Калнова (итал. Località Produttiva Via Calnova) је насеље у Италији у округу Венеција, региону Венето.
Према процени из 2011. у насељу је живело 65 становника. Насеље се налази на надморској висини од 3 м.